# 赵玉沛
赵玉沛（1954年7月—），吉林省长春市人，中国外科医学家，曾任中央保健委员会副主任，北京协和医院院长、主任医师。現任離島醫療綜合體北京協和醫院澳門醫學中心策略發展委員會主席。
趙玉沛1982年毕业于白求恩医科大学医疗系，1987年获中国协和医科大学硕士学位。2011年当选为中国科学院院士。2021年5月当选为第二十六届中华医学会理事会会长。2023年9月獲澳門特別行政區政府委任為離島醫療綜合體北京協和醫院澳門醫學中心策略發展委員會主席，直至2024年6月26日終止擔任。